# نادي الشارقة الرياضي للمرأة
نادي الشارقة الرياضي للمرأة هو نادي رياضي نسائي في الإمارات العربية المتحدة.

## التاريخ
تأسس نادي الشارقة الرياضي للمرأة بموجب المرسوم الأميري رقم 3 لسنة 2018 الذي أصدره الشيخ سلطان بن محمد القاسمي عضو المجلس الأعلى الحاكم لإمارة الشارقة كأحد المؤسسات الفرعية التابعة لمؤسسة الشارقة لرياضة المرأة، والتي تأسست في نوفمبر 2016 بموجب توجيهات ا بهدف تشجيع وتطوير الرياضة النسائية في الإمارات العربية المتحدة بشكل عام وفي إمارة الشارقة على وجه الخصوص، وتمكين واستقطاب المواهب والكفاءات النسائية الوطنية في مجال الرياضة. يقع مقر النادي ومركزه الرئيسي في مدينة الشارقة، وقد نجح النادي منذ تأسيسه في ضم مئات اللاعبات إلى صفوفه، وقد تمكن النادي من حصد نحو 999 ميدالية ملونة من خلال مُشاركاته في البطولات والمنافسات المحلية والإقليمية والدولية التي شارك بها على مدى مسيرته.

## الهيكل الإداري
يتولى إدارة نادي الشارقة الرياضي للمرأة مجلس إدارة يُعيّن رئيسه وأعضاءه لمدة ثلاث سنوات قابلة للتجديد بقرار من رئيس مؤسسة الشارقة لرياضة المرأة، على أن أن ينتخب مجلس الإدارة نائباً للرئيس من بين الأعضاء عن طريق التوافق أو عن طريق الاقتراع السري المباشر خلال الاجتماع الأول للمجلس.

## الرياضات والإنجازات
يمثل نادي الشارقة الرياضي للمرأة لاعبات في سبع رياضات مختلفة منها ألعاب القوى وكرة السلة والكرة الطائرة والكاراتيه. وقد تمكنت اللاعبات المنتسبات للنادي من إنهاء موسم عام 2022-23 برصيد 341 ميدالية ملونة في الرياضات السبع من البطولات المحلية والدولية التي شاركن بها خلال الموسم. شهد أداء النادي تحسنا ملحوظا خلال الموسم الرياضي التالي، وبحلول نهاية موسم عام 2023-24 كان رصيد نادي الشارقة لرياضة المرأة من الميداليات قد ارتفع إلى 533 ميدالية ملونة منها 172 ميدالية ذهبية و181 ميدالية فضية و180ميدالية برونزية.

### في ألعاب القوى
افتتحت لاعبات نادي الشارقة الرياضي للمرأة عام 2022 بحصد 17 ميدالية ملونة في رياضة ألعاب القوى منها 12 ميدالية ذهبية و4 ميداليات فضية وميدالية برونزية واحدة خلال منافسات البطولة التخصصية الثانية لألعاب القوى للسيدات التي ينظمها الإتحاد الإماراتي لألعاب القوى، والتي أقيمت في يناير 2022 على مضمار نادي ضباط شرطة دبي وميدان نادي النصر، ويوضح الجدول التالي قائمة الميداليات التي حصلت عليها لاعبات نادي الشارقة الرياضي للمرأة في المنافسات المختلفة خلال البطولة التخصصية الثانية لألعاب القوى للسيدات لعام 2022:
| اسم اللاعبة      | الميدالية       | الحدث         | الفئة            |
| ---------------- | --------------- | ------------- | ---------------- |
| علياء عبد العليم | ميدالية ذهبية   | سباق 600 متر  | فئة أشبال البنات |
| أميرة عبد العليم | ميدالية ذهبية   | سباق 1000 متر | فئة أشبال البنات |
| مهرة عبد الرحيم  | ميدالية ذهبية   | سباق 800 متر  | فئة السيدات      |
| انجريد فيليزا    | ميدالية ذهبية   | سباق 800 متر  | فئة الشابات      |
| شلوى تيجي        | ميدالية ذهبية   | سباق 1500 متر | فئة السيدات      |
| عذبة اليماحي     | ميدالية ذهبية   | سباق 1500 متر | فئة الشابات      |
| فاطمة الحوسني    | ميدالية ذهبية   | رمي القرص     | فئة السيدات      |
| فاطمة الحوسني    | ميدالية ذهبية   | دفع الجلة     | فئة السيدات      |
| نور مبارك        | ميدالية ذهبية   | رمي القرص     | فئة الشابات      |
| نور مبارك        | ميدالية ذهبية   | دفع الجلة     | فئة الشابات      |
| جواهر المازمي    | ميدالية ذهبية   | رمي الرمح     | فئة السيدات      |
| جواهر المازمي    | مديالية فضية    | دفع الجلة     | فئة السيدات      |
| فاطمة البلوشي    | مديالية فضية    | سباق 800 متر  | فئة السيدات      |
| ميره السويدي     | مديالية فضية    | رمي المطرقة   | فئة السيدات      |
| وداد إبراهيم     | مديالية فضية    | رمي الرمح     | فئة السيدات      |
| مروة العامودي    | ميدالية برونزية | سباق 1500 متر | فئة الشابات      |

وفي 2023، فاز نادي الشارقة الرياضي للمرأة بكأس رئيس الدولة لألعاب القوى لفئة السيدات في البطولة التي نظمها اتحاد الإمارات لألعاب القوى بالتعاون مع مجلس أبوظبي الرياضي خلال الفترة من 26 إلى 28 مايو 2023. وفي عام 2024 توج فريق نادي الشارقة الرياضي للمرأة لألعاب القوى في فئة السيدات بلقب بطولة الإمارات لألعاب القوى التي أقيمت على مضمار وميدان الشعبة العسكرية الرياضية في مدينة أبوظبي.

### في كرة السلة
حقق فريق نادي الشارقة الرياضي للمرأة لقب بطولة الدوري العام لكرة السلة للسيدات خلال موسم عام 2021-2022، وفي عام 2024، نجح نادي الشارقة الرياضي للمرأة في التتويج بلقب بطولة كأس الإمارات لكرة السلة للسيدات في نسخته الأولى بعد تغلبه على فريق أكاديمية فاطمة بنت مبارك بنتيجة 73 – 63 في المبارة النهائية التي أقيمت في صالة نادي النصر بدبي في 26 مايو (أيار) 2024.

### في الكرة الطائرة
تمكنت لاعبات نادي الشارقة الرياضي للمرأة من إحراز لقب بطولة الدوري العام للكرة الطائرة للسيدات في موسم 2023-2024 بعد تغلبه على فريق إبيك بنتيجة 3-0 في المباراة الختامية التي أقيمت بصالة نادي الشارقة للمرأة.

### في الكاراتيه
حققت لاعبات نادي الشارقة الرياضي للمرأة اليازية خالد ومريم منصور وإيناس السلامي لقب بطولة الدوري العام للكاراتيه للفرق في مسابقة الكوميتيه لفئة السيدات، خلال الموسم الرياضي 2021-2022، كما نجحت لاعبات النادي اليازية خالد و جومانة العجوز و آمنة بركت وفجر لشكريه في إحراز برونزية الفرق بالبطولة لفئة الشابات. وخلال موسم عام 2023-2024، تمكنت لاعبات نادي الشارقة الرياضي للمرأة من الفوز بلقب بطولة الدوري العام للكاراتيه في منافسات الكوميتيه لفئة أشبال الفتيات، كما توجت لاعبات نادي الشارقة الرياضي للمرأة بلقب كأس رئيس الدولة للكاراتيه للسيدات.